# Anthony Peeler
Anthony Eugene Peeler (ur. 25 listopada 1969 w Kansas City) – amerykański koszykarz, obrońca, specjalista od rzutów za 3 punkty, trener.
W 1988 wystąpił w meczu gwiazd amerykańskich szkół średnich - McDonald’s All-American.

## Osiągnięcia
NCAA
- 2–krotny mistrz Konferencji Big Eight (1989, 1991)[2]
- Zawodnik Roku Konferencji Big Eight (1992)[2]
- Sportowiec Roku Konferencji Big Eight (1992)[2]
- NCAA Newcomer Of The Year (1989)[2]
- Wybrany do:
  - I składu All-Big Eight (1990, 1992)[3]
  - II składu All-American (1992)[3]
  - III składu All-American (1990)[4]
  - składu stulecia – Missouri's 30-member All-Century Team (2006)
  - Galerii Sław Sportu Intercollegiate Athletics University Of Missouri (1998)[3]

NBA
- Lider NBA w skuteczności rzutów za 3 punkty (2004)[5]